# ポリケチド
ポリケチド (polyketide) とは、アセチルCoAを出発物質とし、マロニルCoAを伸張物質としてポリケトン鎖を合成した後、様々な修飾を受けて生合成された化合物の総称である。めったに使われないシノニムとしてアセトゲニン（acetogenin）およびケチド（ketide）がある。
「脂肪酸の生合成」と「ポリケチドの生合成」の過程は非常に良く似ているが、前者はカルボニル基 (−CO−) の還元を受けて炭化水素鎖を形成するのに対し、後者はカルボニル基の還元を受けずにポリケトン鎖を形成する点で差異がある。両者の生合成の過程を合わせて酢酸・マロン酸経路と総称する。

## 生合成

### ポリケチド合成酵素
ポリケチド生合成において最も重要なポリケトメチレン鎖伸長反応
(R-CO-S-CoA (or ACP) + マロニルCoA (メチルマロニルCoA、エチルマロニルCoA) → R-CO-CH2-CO-S-CoA (or ACP))
ポリケチド合成酵素（polyketide synthase: PKS）とは、ポリケチドを合成する多ドメイン酵素または酵素複合体である。真正細菌や真菌、植物、少数の動物が持つ。ポリケチドの生合成経路は脂肪酸のそれと多くの点で類似する。PKSはI型、II型、III型の3種類が存在し、後に詳しく述べるがI型PKSは複数のドメインが一つのポリペプチド上に連なった長大な蛋白質、II型PKSは異なる機能を持った蛋白質の複合体、III型PKSはケトシンテースドメインのみからなる小型の蛋白質である。いずれの酵素もスターター基質と呼ばれるCoAエステル(もしくはACP体)に伸長鎖基質(マロニルCoAなど)を複数回縮合する反応を触媒する。スターター基質としてはアセチルCoA、脂肪酸CoAエステル、ベンゾイルCoA、クマロイルCoAなどが通常用いられる。
特定のポリケチド合成酵素の遺伝子は通常、細菌では一つのオペロン、真核生物では遺伝子集団に存在する。

#### 分類
ポリケチド合成酵素は3つの群に分類される。
- I型 — 巨大なモジュールタンパク質
- II型 — 単機能タンパク質の集合
- III型 — ACPドメインを利用しない

I型ポリケチド合成酵素はさらに下記のように細分化される。
- 反復型ポリケチド合成酵素（Iterative PKS： IPKS） — 同一ドメインを繰り返し利用する。
- モジュール型ポリケチド合成酵素（Modular PKS） — 複数のモジュールから構成され、一つのモジュールが一回のポリケチド鎖伸長反応を触媒する（例外として独立したATドメイン（trans-AT）が繰り返し利用されることがある）。

さらに、反復型ポリケチド合成酵素は下記のように細分化される。
- 非還元型ポリケチド合成酵素（non-reducing PKS：NR-PKS） — 文字通りのポリケチドを合成する。
- 部分的還元型ポリケチド合成酵素（partially reducing PKS：PR-PKS）
- 全還元型ポリケチド合成酵素（fully reducing PKS：FR-PKS） — 脂肪酸誘導体を合成する。

#### モジュールとドメイン

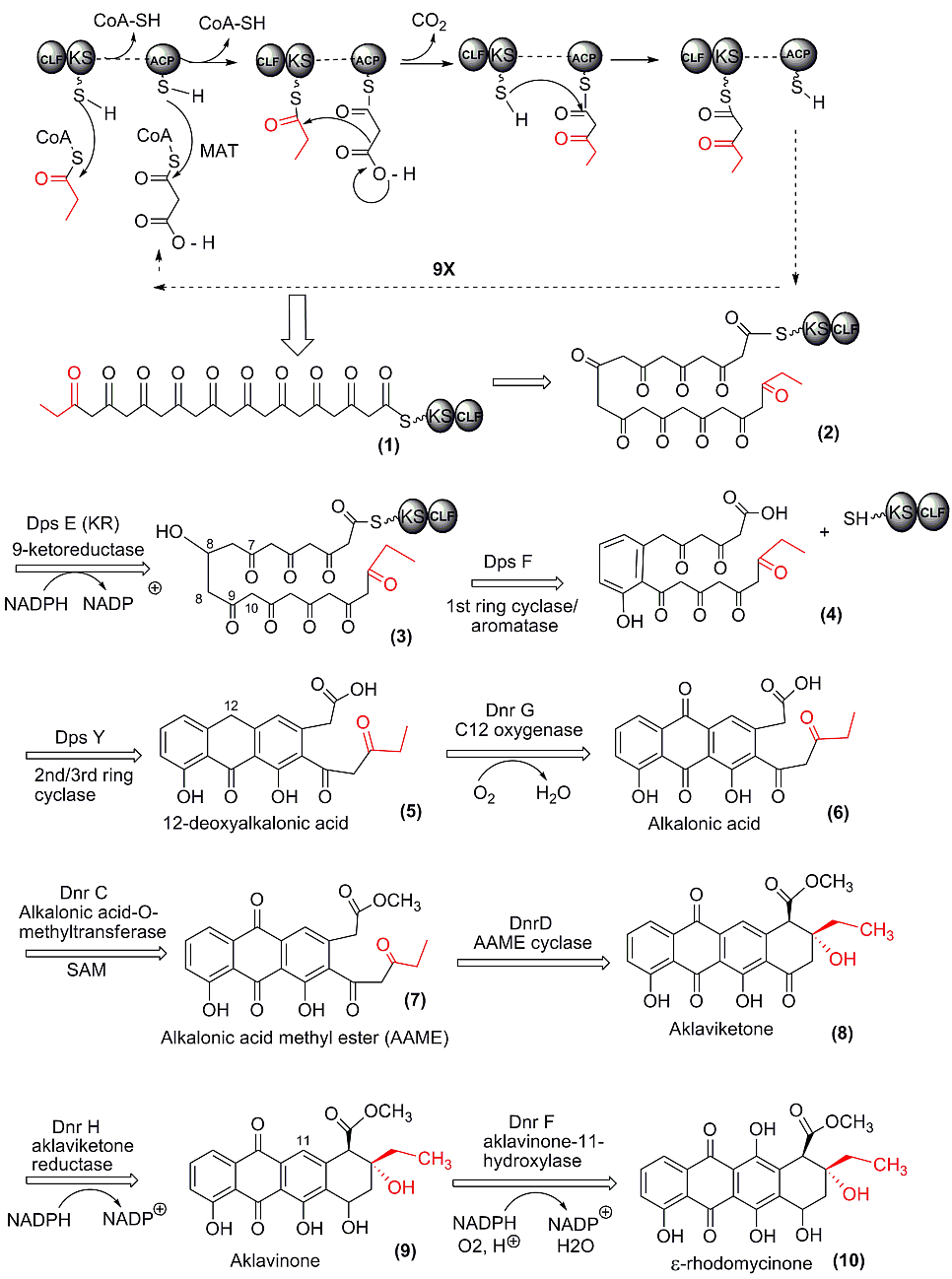
ドキソルビシン誘導体のє-ロドマイシノンの生合成経路。一番上の反応式がポリケチド合成酵素によるもの。

I型ポリケチド合成酵素の各モジュールはいくつかのドメインによって構成されており、お互いにスペーサー領域によって分離している。ポリケチド合成酵素のモジュールとドメインの構成は下記の通りである（上から下へN末端からC末端へと進む）。
- 開始または積込みモジュール: AT-ACP-
- 伸長または拡大モジュール: -KS-AT-[DH-ER-KR]-ACP-
- 終止または放出ドメイン: -TE

必須ドメイン:
- AT: アシル基転移酵素
- ACP: 翻訳後修飾により得られた補因子（セリンに結合した4-ホスホパンテテイン）のチオール基を持つアシルキャリアータンパク質
- KS: システイン側鎖のチオール基を持つケト合成酵素
- TE: チオエステラーゼ（環化酵素などが付加することもある）

主要な修飾ドメイン:
- KR: ケト還元酵素
- DH: 脱水酵素
- ER: エノイル還元酵素

その他のドメイン:
- MT: メチル基転移酵素O- またはC- (αまたはβ)
- SH: システインリアーゼ
- PT: ポリケチドの大きさをコントロール

#### 酵素反応の段階
ポリケチドの合成は、生成物の伸長を伴う重合反応である。
開始段階: 
- スターター基質は通常アセチルCoA（またはその誘導体）であり、アセチル基が開始モジュールのATドメインの触媒により同モジュールのACPドメイン上に結合する。

伸長段階: 
- 開始段階が終わると、ポリケチド（開始段階ではアセチル基）は開始モジュールのACPドメインから、次のモジュールのKSドメインの触媒によりこのKSドメインへと移動させられる。
- 伸長段階の基質は通常、マロニルCoAかメチルマロニルCoAであり、ATドメインの触媒によりACPドメインへと結合する。
- ACPドメインと結合した基質は、KSドメインに触媒されることで、KSドメインと結合したポリケチドと脱炭酸を伴うクライゼン縮合を起こす。この縮合で基質のケトン部分が付加し、ポリケチド鎖が伸長する。縮合反応は同一モジュールのKSドメインとATドメイン間で触媒され、新たに伸張したポリケチド鎖はATドメインへと移動する。移動したポリケチド鎖は、次のモジュールのKSドメインへ移動し上記と同様の反応が触媒されるため、ポリケチド鎖は鎖長を伸ばしながら場所を一つずらして移動する。
- 各モジュールでは必要に応じて修飾ドメインが働き、ポリケチド鎖の断片を変化させる。KRドメインはβ-ケト基をアルコールへと還元し、DHドメインは断片を脱水することでα,β-不飽和カルボニル構造を形成させ、ERドメインはα,β-二重結合を単結合へと還元する。これらの修飾ドメインが実際に作用するのは伸長部分ではなく、その直前に伸長部分だった部分（直前の伸長反応の現場となったモジュールと結合していたときの伸長基質）であることに注意が必要である。
- 以上の工程は各伸長モジュールで繰り返される。
- 注意:この工程はI型のモジュール型のものであり、反復型では単一モジュール上で繰り返し触媒される。

終止段階
- ACPドメインからTEドメインへとポリケチドが移動する。
- TEドメイン上で加水分解、または環化反応が触媒され最終生成物が放出される。

#### 薬理学
ポリケチド合成酵素は、化学療法に用いられる天然有機化合物を合成することができる 。例えば、テトラサイクリンやマクロライドといった多くの一般的な抗生物質である。重要なポリケチドは他にシロリムス（免疫抑制剤）、エリスロマイシン(抗生物質)、ロバスタチン(抗コレステロール薬)、エポチロンB（抗がん剤）がある。

#### 重要性
ポリケチド合成酵素の産物には抗生物質や抗真菌物質、抗腫瘍物質、捕食者に対する防御物質などが含まれる。細菌や真菌、植物では未発見のポリケチド合成経路が多いとみられている 。未知のポリケチドの多くは細菌に存在することが示唆されている。

### I型PKS
I型ポリケチド合成酵素はさらにモジュール型 (module) と反復型 (iterative) の2種類に分けることが出来る。モジュール型I型PKSは複数のドメインが集まって出来たモジュールが複数連なった長大な蛋白質である。通常1つのモジュールが一回のポリケトメチレン鎖伸長反応を触媒する。最も代表的なI型PKSであるエリスロマイシン合成酵素は6つのモジュールから構成される。モジュール型I型PKSはマクロライドやポリエンなどを含む化合物を生合成することが多い。
ドメイン（代表的なもの）
- ケト合成酵素 (ketosynthase: KS)：伸長鎖基質の縮合反応を触媒する
- アシル基転移酵素 (acyltransferase: AT)：スターター基質や伸長鎖基質をACPへと移す
- ケト還元酵素 (ketoreductase: KR)：ポリケトメチレン鎖のケトン基を還元する (水酸基が生じる)
- 脱水酵素 (dehydratase: DH)：ケトン基を還元することによって生じたアルコールを脱水する(二重結合が生じる)
- エノイル還元酵素 (enoyl reductase: ER)：生じた二重結合を還元する
- アシルキャリアータンパク質 (acyl carrier protein: ACP)：スターター基質や伸長鎖基質と結合する
- チオエステラーゼ (thioesterase: TE)：生成物を酵素から切り離す

この中でポリケトメチレン鎖縮合反応に必須なドメインはKS、AT、ACPドメインである。その他のドメインは任意であり、その有無がそれぞれの伸長反応に差を与える。例えば、あるモジュールが KS-AT-KR-ACPで構成されていれば R-CO-S-ACP→R-(CH-OH)-CH2-CO-S-ACP のような反応を触媒するし、KS-AT-ACPで構成されていれば R-CO-S-ACP→R-CO-CH2-CO-S-ACP のような反応を触媒する。
また、反復型I型PKSは一つのモジュールで複数回伸長反応を触媒する酵素であり、その多くは芳香族ポリケチドを生合成する。

### II型PKS
II型PKSはI型PKSでは一つのポリペプチドに乗っていたドメインが個々のペプチドに分かれたものであると言える。その個々のペプチドのことをサブユニットと呼ぶ。多くは芳香族ポリケチドを生合成する。
サブユニット (代表的なもの)
- ケト合成酵素 (KS)：伸長鎖基質の縮合反応を触媒する
- アシル基転移酵素 (AT)：スターター基質や伸長鎖基質をACPへと移す
- 鎖長決定因子 (chain length factor: CLF)：ポリケチドの鎖長を決める酵素と言われている
- アシルキャリアータンパク質 (ACP)：スターター基質や伸長鎖基質と結合する
- チオエステラーゼ (TE)：生成物を酵素から切り離す
- 環化酵素 (cyclase: CYC)：ポリケトメチレン鎖の環化芳香化を触媒する

このなかでポリケトメチレン鎖の縮合に必要なのはKS、AT、CLF、ACPであり後は任意であるが欠落すると本来の生成物を作らない場合が多い。

### III型PKS
III型PKSはカルコン合成酵素 (CHS) に代表されるPKSでKSのみから構成される。他の2つのタイプが数多くのドメインやサブユニットを必要とするのに対しIII型PKSはKSのみで縮合などの反応を触媒する。フラボノイドやスチルベンのように俗にポリフェノールと言われる化合物の多くはIII型PKSにより生合成されることが明らかとなっている。最も代表的なIII型PKSであるカルコン合成酵素は、クマロイルCoAに3分子のマロニル-CoAを脱炭酸を伴いながら縮合した後に環化、芳香化を触媒し、フラボノイドの前駆体であるカルコンを合成する。

## 代表的なポリケチド
- マクロライド
  - エリスロマイシン
  - ピクロマイシン
- ポリエン
  - モネンシンA
  - ラパマイシン
- アセトゲニン
  - アンノナシン
  - ウバリシン
  - ブラタシン
- ポリエーテル 
  - アンホテリシンB
- 芳香族 
  - アクチノロイジン
  - テトラサイクリン
  - テトラヒドロキシナフタレン
  - アフラトキシン
  - レスベラトロール
  - フラバノン
  - ラズベリーケトン
  - ギンゲロール
  - クルクミン
- その他
  - エンテロシン
  - ロバスタチン